# Кабальное холопство
Кабальное холопство — особый вид холопства, возникший и получивший юридическое определение в московском праве.

## Происхождение
Первые указания на этот вид холопства встречаются в памятниках с конца XV века. По своему происхождению это — холопство из займа: должник личной службой во дворе кредитора погашал проценты на занятый капитал. Это определялось особым документом — служилой кабалой.
Такая зависимость юридически прекращалась уплатой долга, но фактически уплатить долг было почти невозможно, так как весь труд должника шёл на уплату только процентов. Новый же заём, для уплаты старого долга, вёл лишь к перемене кредитора, но не менял положения должника, отсюда ясно значение выражений — «попасть в кабалу», «выбиться из кабалы», указывающих на трудность положения закабалённого.
В большинстве случаев оно было пожизненным. На это указывают предсмертные распоряжения рабовладельцев первой половины XVI в., которые прощали долги своим кабальным людям и тем самым освобождали их от кабальной зависимости. Без этого распоряжения кабальные люди поступали в зависимость к наследникам своих кредиторов. Кредиторы-завещатели отпускают кабальных людей на волю «по душе», вместе с полными холопами; значит они считали своих кабальных людей холопами, хотя эта неволя не получала законодательной санкции до указа 1586 года. Вообще указы довольно долго молчат о кабальной зависимости. Впервые лишь Судебник 1497 года упоминает о служилых кабалах и вводит некоторые ограничения в практику кабального права.
По Судебнику запрещено:
1. выдавать служилые кабалы на суммы свыше 15 руб. и
2. превращать простую процентную (ростовую) кабалу в служилую.

Вслед за тем (1559) запрещено брать служилые кабалы на лиц моложе 15 лет. Все эти ограничения нисколько, однако, не изменили характера кабальной зависимости. В служилых кабалах обозначались сумма займа, срок его и обязательство служить за рост во дворе кредитора. В случае неуплаты долга в срок заёмщик обязывался служить во дворе «потому ж по вся дни».

## Указ о кабальных холопах
Существенное изменение в положение кабальных людей вносит указ 1586 года, на основании которого, по примеру полного холопства, вводится доклад и для служилых кабал, то есть все вновь составляемые кабалы должны были писаться под контролем правительственных учреждений и заносились в книги. Таким докладным кабальным людям предписывается от господ не отходить, денег по кабалам у них не брать, а отдавать в службу до смерти господ. С этих пор докладные кабальные люди и юридически сделались невольными и стали называться холопами и на официальном языке.
Правила указа 1586 г. о докладных кабальных людях распространены указом 1597 г. на всех кабальных людей, которые составили одну юридическую группу кабальных холопов. Прежняя пожизненная зависимость кабальных людей перешла в личное холопство по смерть кредитора. После смерти господина кабальный холоп становился вольным человеком и без уплаты долга: указ 1597 г. прямо оговорил, что жене и детям умершего до кабальных людей его дела нет, и денег по тем кабалам не указывать. Соответственно чисто личному характеру кабальной неволи, права господина над кабальными холопами оказались ограниченными: ему принадлежало право пользования силами холопов, без права распоряжения их личностями.
Позднейшими мерами этот личный характер кабального холопства ещё более подкрепляется: так, указом 1606 г. запрещено выдавать кабалы на одних и тех же лиц одновременно двум господам, даже отцу с сыном, брату с братом и проч. Для устранения злоупотреблений Уложение запретило господам брать на имя своих детей новые кабалы от холопов, без представления на них отпускных. Кабальный холоп, таким образом, мог выдать на себя новую кабалу, только став вольным человеком.
Указ 1597 г. внес ещё одну новеллу в институт кабального холопства, узаконив новый способ его установления: добровольная служба во дворе без всякого предварительного займа, если только она продолжалась более полугода, также превращала добровольного слугу в кабального холопа. Указ предписывает выдавать кабалы на таких добровольных холопов и против их воли, потому что «тот человек того добровольного холопа кормил и обувал и одевал».
Уложение 1649 года сократило этот полугодовой срок до 3 месяцев. Дети, родившиеся от подобных людей, по достижении 15-летнего возраста также обязаны были дать на себя служилые кабалы, в силу давности бескабальной службы. Когда, с одной стороны, кабальное холопство из службы за рост превратилось как бы в службу за самый долг без права его уплатить, а с другой — в кабальное холопство можно было попасть без всякого займа, старая форма кабал потеряла свой реальный смысл, хотя долгое время остается ещё господствующей. С половины XVII в. возникает новая форма кабал, где просто обозначалось, что такой-то бьёт челом во двор такому-то и служилую кабалу на себя дает, «служити у господина по его живот».

## Кабальное холопство в Уложении
Новый тип кабального холопства, созданный указами 1586 и 1597 гг., получает окончательную обработку в Уложении, где занимает выдающееся место по сравнению с старым, мало-помалу вытесняемым типом полного холопства.
По Уложению, на вольных людей, поступающих в холопство, можно было выдавать только служилые кабалы, а отнюдь не полные грамоты.
Права господина над кабальным холопом, по Уложению, оказываются ещё очень широкими: господин не может только распорядиться личностью холопа — продать его, подарить, завещать и т. п. От произвола господина ограждены также жизнь и здоровье холопов.
При возвращении беглых холопов их господам с последних берется запись, что они тех выданных холопов не убьют и не изувечат. Господа обязаны, наконец, кормить своих холопов: им запрещено ссылать их со двора для прокормления без отпускных. Иначе, таким холопам выдавались отпускные из холопьего приказа.
По указу 1607 г. господам было, сверх того, предписано женить и отдавать замуж холопов и рабынь по достижении установленного возраста, под угрозой за нарушение указа выдавать безбрачным холопам отпускные, но этот указ в Уложение не вошёл. Имущественные права холопов по-прежнему оставались ничем не гарантированными.
Уложение прямо запрещает холопам покупать и принимать в заклад вотчины, и покупать в городах дворы и лавки, предполагая тем самым значительные движимые имущества у рабов. Но эти движимые имущества ничем не ограждены от произвола господ: Уложение запрещает давать суд по челобитьям холопов, предъявивших иски к наследникам умерших их господ «в животах или грабежах», то есть в присвоении или насильственном отнятии принадлежащего рабам имущества.
Де-юре, следовательно, отпуск на волю кабальных холопов после смерти их господ имел место без наделения их каким-либо имуществом — последнее вполне зависело от доброй воли господина.

## Упразднение кабального холопства
Кабальное холопство просуществовало до петровских указов о ревизии, согласно которым холопы и крепостные крестьяне составили одну общую массу крепостных людей.